# APF-M1000
L'APF-MP1000 est une console de jeux vidéo à cartouches de deuxième génération produite par APF Electronics Inc. et sortie en 1978.
Les deux contrôleurs ne sont pas détachables, ils comprennent un joystick et un pavé de 12 boutons chacun. L'APF-MP1000 peut être utilisé uniquement sur un téléviseur en couleur. La console est livrée avec un jeu intégré, Rocket Patrol.
L'APF-MP1000 est une partie de l'APF Imagination Machine.

## Spécifications techniques
- Processeur: Motorola 6800 (8-bits) cadencé à 3.579 MHz
- RAM : 1 KB
- Palette : 8 couleurs
- Résolution : 256x192 (32x16 caractères)
- Son : Haut-Parleur intégré
- Alimentation: 7.5 V AC 0.8 A ou 12 V DC 0.5 A

## Liste des cartouches
- MG1008 Backgammon
- MG1006 Baseball
- MG1007 Blackjack
- MG1004 Bowling/Micro Match
- MG1012 Boxing
- MG1005 Brickdown/Shooting Gallery
- MG1009 Casino I:  Roulette/Keno/Slots
- MG1001 Catena
- MG1003 Hangman/Tic Tac Toe/Doddle
- MG1011 Pinball/Dungeon Hunt/Blockout
- Built-In Rocket Patrol
- MG1013 Space Destroyers
- MG1010 UFO/Sea Monster/Break It Down/Rebuild/Shoot